# 衛星国
衛星国（えいせいこく、英語: Satellite state）とは、主権国家として独立しているが、主要政策で大国により主権を制限され、常に追随する行動を取る国家に対する批判的な呼称。第一次世界大戦頃から相手の陣営に参加した国に対して用いられるようになった。

## 使用例
フランス革命期の姉妹共和国も衛星国と呼ばれる場合がある。1944年5月24日のチャーチル演説には枢軸国陣営を指した「敵国及ソノ衛星国」という表現がみられる。

## ソビエト連邦の衛星国
特にソ連と深い経済関係を持ち、ソ連と同盟を組んでいて、そして同じ共産主義思想を信じている国々も「衛星国」と呼ぶ。衛星という言葉はソ連は太陽のように全領域の中心的な地位を独占し続け、周りの国は衛星のようにソ連の指示を従うしかない実態を表している。最初には西側諸国で使われている揶揄的な用語であるが、1980年代に入って東側諸国にもこの概念を受け入れ、頻繁に使われるようになった。
日本を含めた西側諸国では、ワルシャワ条約機構に加盟する東欧諸国などソ連を盟主とする軍事同盟に加盟し、ソ連のブレジネフ・ドクトリンにより主権を制限された諸国について、マスコミや政治学の用語として使用されるようになった。これらの国には東アジアにおけるモンゴル人民共和国、東欧におけるドイツ民主共和国（東ドイツ）、チェコスロバキア社会主義共和国、ハンガリー人民共和国、ポーランド人民共和国、ブルガリア人民共和国、ルーマニア社会主義共和国などが該当する。

### モンゴル人民共和国
モンゴルでは、辛亥革命により清国が滅亡すると、清国の統治機構を一掃して独立を宣言、その後、帝政ロシアの経済的・軍事的支援のもと、化身ラマ（活仏）ジェプツンタンパ8世を君主とする「中国の宗主権下の自治国」という地位を獲得した。ロシア革命による混乱でロシアからの支援が途切れると、1919年、中国はモンゴルを軍事制圧して「自治の返上」を強要することに成功した。モンゴルの独立運動家たちはモンゴル人民革命党を組織し、極東共和国経由でソビエト連邦共産党と接触、その支援を受けて中国の軍隊と統治機関を一掃し、1922年、ジェプツンタンパ8世（ボグド・ハーン）を元首とする立憲君主体制を樹立、1924年、ジェプツンタンパ8世の死去にともない共和制へ移行、モンゴル人民共和国が成立した。以後、ソ連の衛星国としておよそ70年間に及び社会主義体制を貫いた。

### 東欧の衛星国

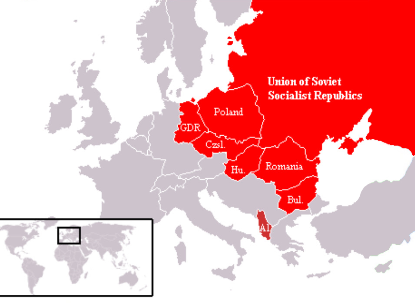
第二次世界大戦後共産主義化によるソ連の衛星国となった東欧諸国。図の赤い部分が該当する。

第二次世界大戦末期においてイギリス首相ウィンストン・チャーチルとソ連の指導者ヨシフ・スターリンの間で会談があり、ヨーロッパにおける西側と東側の勢力範囲が決定され、上記8カ国はソ連の勢力圏と決められた。
ただしこれらの国々を一概に「衛星国」とは言えない向きもあり個々の事例については以下に記す。

#### ドイツ民主共和国（東ドイツ）
東ドイツ（ドイツ民主共和国）は戦後ソ連の占領を受けたが、ベルリンの壁が構築されるまで、断続的に反ソ的な暴動が頻発していた。ソ連の影響下において安定するのはエーリッヒ・ホーネッカーが登場するのを待つことになる。東ドイツは常に西ドイツ（ドイツ連邦共和国）との関係が問題となり、東西ドイツ基本条約で西ドイツに東ドイツの存在を認めさせた（ハルシュタイン原則を放棄させた）のは1972年の事であった。また、ドイツは東西冷戦の最前線であり、東ドイツには大量のソ連軍が、西ドイツにはアメリカ軍などの北大西洋条約機構（NATO）軍が駐留していた。
そのため、東ドイツのドイツ社会主義統一党政権は、国家存続のためにソ連に対して常に忠実である必要が生じた。このため、1974年に改正された東ドイツ憲法第6条第2項では「ドイツ民主共和国はソビエト社会主義共和国連邦との恒久的で取り消しえない同盟関係にある。」と規定されていた。すなわち、東ドイツは東欧革命の発生までソ連の衛星国であり続けた。

#### チェコスロバキア社会主義共和国
チェコスロバキアは第二次世界大戦前に議会制民主主義が機能していた国で、共産党も有力な議会内勢力の一つとして活動していた。戦後もしばらくの間、自由選挙によって選ばれた非共産党政権が政権を運営していた。当初はマーシャル・プランの受け入れを模索していたが、これはソ連の圧力によって撤回された。1948年に閣内不一致で非共産党系の閣僚が辞任したのに乗じて共産党が実権を掌握し、直後の総選挙で圧勝。「人民民主主義」宣言を行ってソ連の衛星国の一つとなった。スターリン主義的手法で国内の社会主義化を進め、1960年に新憲法を採択して正式に社会主義共和国となった。
1968年に共産党による改革運動の「プラハの春」が起こると、ソ連を初めとするワルシャワ条約機構軍がチェコスロバキアに侵入し、この動きを圧殺した。その後は共産党の保守派が政権を維持し、ソ連の衛星国として存在し続けた。これは1989年にビロード革命で共産党政権が崩壊するまで変わらなかった。

#### ハンガリー人民共和国
第二次世界大戦ではハンガリーは枢軸国側で参戦したが、ソ連に全土を占領されて敗戦した。以降、ソ連の影響下に置かれることとなる。1956年に反ソ暴動となるハンガリー動乱が勃発した。この動きもソ連及びワルシャワ条約機構軍の介入により圧殺された。体制は元に戻されたが、チェコスロバキアのグスタフ・フサークらと違って最高指導者のカーダール・ヤーノシュは比較的穏健な政治姿勢を取り、経済は比較的自由であった。1968年頃から西側の経済を緩やかにではあるが取り入れ、ソ連政府の単なる傀儡ではなかった。1980年代には、国民はハンガリー社会主義労働者党の保守派、改革派のどちらかを選択出来る様になり、衛星国という概念は薄れていった。ポーランドの変革に刺激を受けるような形で改革派が実権を握り、ハンガリーは独自に民主化（西欧への帰還）への道を歩んでいったのである。

#### ポーランド人民共和国
ポーランドは戦前ポーランド第二共和国として独立を遂げていたが、ドイツ・ソ連の双方によって侵攻され、ロンドンに亡命政府が作られた。しかし戦後も帰還は叶わず、ソ連によって建てられたルブリン政権を元にポーランド人民共和国となり、衛星国化された。ソ連は、ポーランドの国内及び外交政策に対し多大なる影響を持ち、自国の軍隊「赤軍」をポーランドに駐在させた。人民共和国の首相には、ポーランド労働者党（Polska Partia Robotnicza）党首でソ連のNKVDエージェントであるボレスワフ・ビェルトが就任し、スターリン主義的な恐怖政治が敷かれた。
ポーランド政府は主に西側諸国からの借入れを繰り返し、無計画な経済政策と国家の物財バランスに基づいた計画によって配分される体制の計画経済により急激なインフレ急騰を招き、食料・物資不足が長く続き、1956年、1970年、1980年と暴力的なストライキや暴動が各地で勃発、軍が出動、暴力的に暴動鎮圧し終わった。
1989年、ポーランド統一労働者党政権と連帯や他の民主化勢力との円卓会議が行なわれた。両者間で自由選挙の実施をすることで合意がなされた。

#### ブルガリア人民共和国
ブルガリアは歴史的にロシアとの親和性が強く、その独立にも深く関わっていたため、第二次世界大戦におけるソ連軍（赤軍）の侵攻もドイツからの解放と受け止める雰囲気が強かった。そのため、比較的素直にソ連による支配を受け入れ、「ソビエト連邦の第16番目の加盟共和国」とも揶揄されるほどの関係を築いた（同様の比喩はモンゴルに対しても見られる）。実際にブルガリアの指導者トドル・ジフコフはブルガリアのソ連加盟を打診したことすらあるが､後進地域であるブルガリアを領有することによる経済的負担を忌避したソ連政府により拒絶された。この緊密な状態は両国の指導者が交代しても続き、1989年の民主化運動で共産党政権が退場するまで変わらなかった。

#### ユーゴスラビア連邦人民共和国
ユーゴスラビアは東欧で唯一ナチスからの自力解放に成功し、そのパルチザンの指導者だったヨシップ・ブロズ・チトーが独自の社会主義路線の建設を行った。又マーシャル・プランも積極的に受け入れた。これはソ連との反目を引き起こし1960年代までユーゴスラビアとソ連は断続的に国交断絶と回復を繰り返した。
その後もユーゴスラビアは「東側」と言う枠の中には入りきらずに、西側陣営にも東側陣営にも属さない非同盟運動を巧みにリードして、米ソにその存在感を見せつけた。その結果、ソ連で脱スターリン化が意識され西側との平和共存路線が主張された1960年代以降は、ユーゴスラビアとの関係が比較的安定した。
このような経緯から、ユーゴスラビアは広く「衛星国」としては扱われない場合が多い。

#### ルーマニア人民共和国
ルーマニアは第二次世界大戦で枢軸国に付いたが、ソ連軍の侵攻・全土占領により従来の立憲王国は崩壊し、ルーマニア共産党による独裁支配が完成した。他の東欧諸国と同様にソ連に対して忠実で、典型的な衛星国の一つであった。
しかし、1965年にニコラエ・チャウシェスク政権が登場すると、豊富な石油生産を背景にした経済建設に成功した事でソ連から一定の距離をおき、当時ソ連と対立していた中国へと接近し、ソ連との断交と復縁を繰り返した。またソ連共産党との確執のあった日本共産党にも接近した。
ルーマニアもチャウシェスク政権以降は「衛星国」として扱わない場合が多い。

#### アルバニア人民共和国
アルバニアでは第二次世界大戦中にパルチザン闘争が盛んで、イタリアやドイツと戦った。戦後はエンヴェル・ホッジャによる独裁体制が成立したが、常に隣国のユーゴスラビアの存在を意識し、その指導者のチトーが独自の社会主義建設を主張した事で一層ソ連への依存度を高めた。
しかし、1956年にフルシチョフがスターリン批判を行うとホッジャはソ連を「修正主義」と非難し、国交を断絶した。同時に国内での強権支配を一層強化した。1962年にはコメコン、1968年にはワルシャワ条約機構から脱退し、ソ連の衛星国からは完全に脱却した。
その後は中ソ対立を通じてイデオロギーが共通した中華人民共和国へと接近し、1965年からの文化大革命も「熱烈に支持」して、中国からの援助を受けた。またヨーロッパの周辺国とは事実上の鎖国状態となっていた。国交断絶後のソ連との関係はさらに悪化し、ソ連を仮想敵国と見なして国内の兵力増強に努めていた。1979年には、鄧小平による急速な改革路線に転じた中国とも断交し、孤立無援な「バルカンの孤児」と呼ばれる状態が1985年のホッジャ死後も東欧革命まで続いた。

### 東欧の衛星国を引き留める装置
ソ連が衛星国に対して求心力を強めるために
- 経済的な分野では経済相互援助会議（コメコン）
- 安全保障の分野ではワルシャワ条約機構

があった。
ただし西側の「マーシャル・プラン」と比較しても「コメコン」が機能したとはとても言えず、またワルシャワ条約機構は対外的な安全保障の枠組みというよりも、チェコ事件等に見られるように、衛星国から抜け出そうとする身内の加盟国に対しての暴力装置としての面が強かった。
この他にも、ソ連は東欧の中で数少ない産油国であったため、エネルギー分野でもこれらの国の運命を握っていた。ただし同じく産油国であったルーマニアはこの限りではなく早々と衛星国の枠組みから抜けてしまった。

### 衛星国の解消
1985年にミハイル・ゴルバチョフが登場すると、これら「東欧」諸国に対するソ連の指導性を否定した（いわゆるブレジネフ・ドクトリン＝制限主権論の放棄）。
これにより各国は独自路線に走ることを許され、ポーランドやハンガリーなど国内の改革を試みる動きも出てきた（ポーランド民主化運動、ハンガリー民主化運動を参照）。最終的にはベルリンの壁が崩壊し東欧およびモンゴル等の諸国の共産主義政権が総倒れになることによって「衛星国」の枠組みは解消された（東欧革命、モンゴル民主化運動を参照）。

### 現在
ソビエト連邦の崩壊後ソ連を引き継いだロシア連邦は、旧ソ連各国への影響力を残すことを狙っており、実際に影響力の強いベラルーシ、カザフスタンや、ジョージアの独立勢力でロシアが支援するアブハジア、南オセチアなどの国々を、ソ連時代に倣って「衛星国」と呼ぶことがある。